# Semper homo bonus tiro est
Semper homo bonus tiro est (Marziale, Epigrammi, libro XII, epigr. 51) in latino, significa "un uomo buono è sempre un principiante", e può alludere sia alla minore scaltrezza che di regola si accompagna all'onestà, sia alla buona fede con cui si deve essere disposti ad ammettere i propri errori.